# Èze (Durance)
Die Èze ist ein Fluss in Frankreich, der im Département Vaucluse in der Region Provence-Alpes-Côte d’Azur verläuft. Sie entspringt im Gemeindegebiet von La Bastide-des-Jourdans entwässert generell Richtung Südwest durch den Regionalen Naturpark Luberon und mündet nach rund 24 Kilometern südlich von Pertuis als rechter Nebenfluss in die Durance.

## Orte am Fluss
- La Bastide-des-Jourdans
- Grambois
- La Tour-d’Aigues
- Pertuis